# ソール・ベロー
ソール・ベロー（Saul Bellow, 1915年7月10日 - 2005年4月5日）は、アメリカの小説家・劇作家。

## 生涯
1915年、貧しいロシア系ユダヤ系移民の子としてカナダのケベック州ラシーヌで生まれる。本名ソロモン・ベローズ（Solomon Bellows）。
1924年、家族とともにシカゴのユダヤ人地区に移住。
シカゴ大学・ノースウェスタン大学で社会学と文化人類学を学ぶかたわら熱烈なトロツキストとなった。ウィスコンシン大学で人類学の修士号を取得。
ミネソタ大学・プリンストン大学・シカゴ大学・バード大学、ニューヨーク大学で教鞭をとる。
大学院在学中より執筆活動をはじめ、1944年、入隊をひかえた男の異常な心理状態を実存主義的な手法で描いた『宙ぶらりんの男』でデビュー。以後、順調に創作活動を続け、『ハックルベリー・フィンの冒険』の20世紀版と目される『オーギー・マーチの冒険』（1953年）、『ハーツォグ』（1964年）、『サムラー氏の惑星』（1970年）で全米図書賞を三度受賞し、『フンボルトの贈り物』（1975年）でピューリッツァー賞を受賞、『銀の皿』でオー・ヘンリー賞、さらに1976年にはノーベル文学賞を受賞するなど、現代アメリカを代表する作家として活躍した。
アイザック・シンガーの短編「馬鹿のギンペル」のイデッシュ語から英語への翻訳も1952年に行っている。
2005年4月5日、マサチューセッツ州の自宅で死去。89歳。

## 評価
- 山口和彦は、ベローの作品の意義は、20世紀前半のイディッシュ語文化の伝統や移民の経験を自伝的・実話的に描く作家たち（エイブラハム・カーハン、アンジア・イージスカ、ヘンリー・ロスなど）と後発の虚構性の高い作品を創作する作家たち（フィリップ・ロス、シンシア・オジック、E・L・ドクトロウ、グレイス・ペイリーなど）との橋渡し的役割にも見出されるべきとしている。

## 著作

### 小説
- Dangling Man (1944)（『宙ぶらりんの男』）
  - 井内雄四郎訳、太陽社、1968
  - 太田稔訳  新潮文庫 1971
  - 繁尾久訳  角川文庫 1972
  - 野崎孝訳 世界文学全集101 講談社 1976
- The Victim (1947)（『犠牲者』）
  - 太田稔訳 新潮文庫 1973
  - 大橋吉之輔・後藤昭次訳 白水社 1966、新版2001ほか
- The Adventures of Augie March (1953)（『オーギー・マーチの冒険』）
  - 刈田元司訳 荒地出版社（『現代アメリカ文学全集』第十九巻） 1959
  - 渋谷雄三郎訳 早川書房 1981
- Seize the Day (1956)
  - 現在をつかめ 栗原行雄訳 現代出版社 1970
  - この日をつかめ 大浦暁生訳 新潮文庫 1971、改版1993
  - この日をつかめ 繁尾久訳 角川文庫 1972
  - その日をつかめ 宮本陽吉訳 世界の文学33 集英社 1976、集英社文庫 1978
- Henderson the Rain King (1959)（『雨の王ヘンダソン』）
  - 佐伯彰一訳 世界の文学51 中央公論社 1967、中公文庫 1988
- Herzog (1964)（『ハーツォグ』）
  - 宇野利泰訳 早川書房 1970、ハヤカワ文庫 1981
- Mosby's Memoirs (1968)（『モズビーの思い出』）
  - 徳永暢三訳 新潮社 1970
- ソール・ベロー短編集 繁尾久訳 角川文庫 1974
- Mr. Sammler's Planet (1970)（『サムラー氏の惑星』）
  - 橋本福夫訳 新潮社 1974
- Humboldt's Gift (1975)（『フンボルトの贈り物』）
  - 大井浩二訳 講談社 1977
- The Dean's December (1982)（『学生部長の十二ヶ月』）
  - 渋谷雄三郎訳 早川書房 1983
- Him with His Foot in His Mouth (1984)
- More Die of Heartbreak (1987)
- A Theft (1989)（『盗み』）
  - 宇野利泰訳 早川書房 1990
- The Bellarosa Connection (1989)（『ベラローザ・コネクション』）
  - 宇野利泰訳 早川書房 1992
- Something to Remember Me By: Three Tales (1991)
- The Actual (1997)（『埋み火』）
  - 真野明裕訳 角川春樹事務所 1998
- Ravelstein (2000)（『ラヴェルスタイン』）
  - 鈴木元子訳 彩流社 2018
- Collected Stories (2001)

### エッセイ
- To Jerusalem and Back (1976)
- It All Adds Up (1994)

## 関連文献
- 池田肇子. 「ソール・ベロー：文学性の形成―伝記資料を中心に―」. 福岡女学院大学紀要・人文学部編（第26号 : 難波征男教授・池田肇子教授退職記念）. 2016年3月